# حلمي حسن
حلمي حسن هو سياسي إندونيسي، ولد في 29 نوفمبر 1979 في لامبونغ في إندونيسيا. نشط حزبيًا في حزب الأمانة الوطنية. وقد انتخب عمدة مدينة بنغكولو ويتكلم باللغة الاندونيسية دُرِسَ في جامعة بنغكولو.